# TXN2
TXN2 (англ. Thioredoxin 2) – білок, який кодується однойменним геном, розташованим у людей на короткому плечі 22-ї хромосоми. Довжина поліпептидного ланцюга білка становить 166 амінокислот, а молекулярна маса — 18 383.
| 10         |  | 20         |  | 30         |  | 40         |  | 50         |
| ---------- |  | ---------- |  | ---------- |  | ---------- |  | ---------- |
| MAQRLLLRRF |  | LASVISRKPS |  | QGQWPPLTSR |  | ALQTPQCSPG |  | GLTVTPNPAR |
| TIYTTRISLT |  | TFNIQDGPDF |  | QDRVVNSETP |  | VVVDFHAQWC |  | GPCKILGPRL |
| EKMVAKQHGK |  | VVMAKVDIDD |  | HTDLAIEYEV |  | SAVPTVLAMK |  | NGDVVDKFVG |
| IKDEDQLEAF |  | LKKLIG     |  |            |  |            |  |            |

A: Аланін

C: Цистеїн

D: Аспарагінова кислота

E: Глутамінова кислота

F: Фенілаланін

G: Гліцин

H: Гістидин

I: Ізолейцин

K: Лізин

L: Лейцин

M: Метіонін

N: Аспарагін

P: Пролін

Q: Глутамін

R: Аргінін

S: Серин

T: Треонін

V: Валін

W: Триптофан

Задіяний у таких біологічних процесах, як транспорт, транспорт електронів, ацетилювання. 
Локалізований у мітохондрії.